# کئیکو اوگینومه
کئیکو اوگینومه (به ژاپنی: 荻野目慶子، Keiko Oginome) (زادهٔ ۴ سپتامبر ۱۹۶۴) هنرپیشه اهل ژاپن است که در چهاردهمین جشنواره فیلم یوکوهاما برندهٔ جایزهٔ بهترین بازیگر نقش مکمل زن شد.